# Spermageddon
Spermagedon: Una Comedia Seminal es una película musical de comedia sexual noruega de 2024, dirigida por Tommy Wirkola y Rasmus A. Sivertsen. La película consta de dos tramas, una que se centra en una pareja adolescente que tiene sexo por primera vez y la otra en Simen el Espermatozoide y sus amigos en busca del Huevo.
Se ha informado que la película está "en las venas de Sausage Party" y Wirkola la describe como "una película de carretera y una aventura épica... El productor Kjetil Omberg la comparó con South Park y El Pequeño Ninja, diciendo que está dirigida a "niños mayores y adultos".

## Trama
Lisa y Jens, una pareja adolescente, se preparan para tener sexo por primera vez. Durante esto, Simen, un esperma, y sus amigos deben embarcarse en una atrevida aventura en busca del huevo para que pueda ser fertilizado.

## Reparto
- Aksel Hennie como Simen, un esperma masculino con un par de gafas que vive dentro de Jens
- Mathilde Storm como Cumilla, un esperma femenino que vive dentro de Jens
- Nasrin Khusrawi como Lisa, una adolescente afro-noruega y novia de Jens
- Christian Mikkelsen como Jens, un adolescente torpe pelirrojo que es fan de Star Wars y novio de Lisa
- Bjørn Sundquist como Profesor Saltsmak, un esperma anciano que vive dentro de Jens
- Christian Rubeck como Jizzmo, el capitán de los Espermas con un traje inspirado en Iron Man
- John Rungot como Egan Olsæd, un esperma que vive dentro de Jens
- Gustav Nilsen como Benner'n y Bjell, dos espermas que viven dentro de Jens
- Stig Frode Henriksen como E-Coli Troll, un e-coli que vive dentro del colon de Lisa
- Silya como la ginecóloga
- Jakob Schøyen Andersen como Hjernekjell, el cerebro de Jens
- Ingrid Bolsø Berdal como Hjerniffer, una parte del cerebro de Jens
- Charlotte Frogner como Hjernia, una parte del cerebro de Jens

## Reparto de Español
- Jose “Galesote” Galeano como Espermatozoide Friki
- Ricardo "RickyEdit" Martínez como Garganda Profunda
- Sonia Suamor como Lisa

## Producción
En junio de 2021, se informó que la producción comenzaría "en otoño". Estaba en producción a partir de mayo de 2022. En marzo de 2024, Wirkola dijo que la película estaba en postproducción.

## Estreno
Spermageddon se estaba vendiendo a distribuidores locales en el Marché du Film del Festival de Cine de Cannes 2022 por parte del agente de ventas internacionales Charades. Se proyectó para compradores potenciales en la edición de 2024 del Festival de Cine de Cannes.
La película se estrenó en el Festival Internacional de Cine de Animación de Annecy el 10 de junio de 2024, en su sección de Midnight Specials. Se proyectó en el Festival Internacional de Cine Fantástico de Bucheon en julio de 2024, en el Fantastic Fest en septiembre de 2024, en el Festival de Cine de Sitges en octubre de 2024, y en la sección Limelight del 54° Festival Internacional de Cine de Rotterdam en febrero de 2025.
La película estaba programada para estrenarse en los países nórdicos el 10 de enero de 2025 por SF Studios, pero el estreno se retrasó a 28 de febrero de 2025. La película se ha vendido para distribución en los Balcanes, Austria, los Bálticos, Bulgaria, la CEI, Chequia, Francia, Alemania, Hungría, Islandia, Rumanía, Singapur, Eslovaquia, España, Suiza, Taiwán y Tailandia. La película se estrenará en España el 25 de julio de 2025.<ref<. 15 de julio de 2025. Parámetro desconocido |https://youtube/QbfoD8Z472I?si= ignorado (ayuda); Falta el |título= (ayuda)

## Recepción
Jordan Mintzer de The Hollywood Reporter escribió: "Tanto humor grosero puede resultar agotador en ocasiones... pero los cineastas logran mantener las cosas rápidas y lo suficientemente divertidas".
Muriel Del Don de Cineuropa encontró la película " cautivadora e irreverente".
Martin Kudlac de ScreenAnarchy encontró que la película "equilibra hábilmente" las dos tramas, "haciéndo que el viaje de los espermas sea tanto una búsqueda épica como una divertida aventura, mientras que la historia de Jens y Lisa ancla la película en experiencias adolescentes relacionadas".
Tasha Robinson de Polygon encontró la trama de la película "superficial" y el humor "juvenil", pero las canciones "pegajosas", la narrativa "extraña y juguetona" y los elementos de parodia "específicos y punzantes".
Diego Semerene de Slant Magazine consideró que la película está "repleta de metáforas lúdicas y carente de toda vergüenza" y "un retrato hilarante de las relaciones heterosexuales en el norte de Europa".